# Hemilepistus heptneri
Hemilepistus heptneri är en kräftdjursart som beskrevs av Borutzkii 1945. Hemilepistus heptneri ingår i släktet Hemilepistus och familjen Trachelipodidae. Inga underarter finns listade i Catalogue of Life.